# NGC 769
NGC 769 je galaksija u zviježđu Trokut.

## Vanjske poveznice
- SEDS: NGC 769